# NOAEL
NOAEL (od ang. no-observed-adverse-effect level, poziom niewywołujący dających się zaobserwować szkodliwych skutków), NOEL (od ang. no-observable-effect level, poziom niewywołujący obserwowalnych skutków) – skrótowiec oznaczający poziom narażenia organizmu na dany czynnik, zaobserwowany lub określony doświadczalnie, przy którym nie dochodzi do wzrostu częstości lub ciężkości negatywnych skutków w populacji narażonej na jego działanie, w porównaniu z odpowiednią próbą kontrolną, albo skutki te są biologicznie lub statystycznie nieistotne.